# Воловец (станция)
Воловец — промежуточная железнодорожная станция Львовской железной дороги, расположена в центральной части районного центра Воловец Закарпатской области Украины.
Расположена на линии Стрый — Батево, между станциями Скотник (7 км) и Волчий (18 км).

## История
Станция была открыта в марте 1886 года в составе железной дороги Мукачево — Воловец. После сооружения Бескидского тоннеля железная дорога была продолжена до станции Лавочное и в 1887 году окончательно сопряжено с железной дорогой Стрый — Лавочное.
Электрифицирована станция в 1956 году в составе железной дороги Лавочное — Мукачево, первой на Львовской железной дороге.
На станции останавливаются пригородные и региональные электропоезда, а также поезда дальнего следования.
11 декабря 2016 г. интервалом через день запущен ночной экспресс Харьков — Ужгород (через Полтаву, Миргород, Львов), который доезжает за одну ночь через всю страну.